# El Diario La Prensa
El Diario La Prensa is het grootste en oudste Spaanstalige dagblad in New York en het oudste Spaanstalige dagblad in de Verenigde Staten. De krant bevat lokaal, nationaal en internationaal nieuws met een nadruk op Latijns-Amerika. Ook bevat de krant artikelen over human interest, politiek, handel, technologie, gezondheid, amusement en sport. Dagelijks heeft de krant 294.769 lezers en wekelijks 676.570 unieke lezers. De krant heeft vele prijzen gewonnen van de National Association of Hispanic Publications. 

## Geschiedenis
De krant ontstond in 1963 door de fusie van El Diario de Nueva York (opgericht in 1947) en La Prensa (opgericht in 1913 door Rafael Viera) toen beide kranten werden gekocht door Oscar Roy Chalk. In 1981 verkocht Chalk de krant aan Gannet, die het tot 1989 in eigendom had. In 2004 fuseerde de krant met La Opinión om ImpreMedia te vormen. La Opinión is de grootste Spaanstalige krant in de Verenigde Staten.
De grootste concurrent van El Dario is Hoy, een Spaanstalig dagblad met 180.000 lezers in New York. Op 12 februari 2007 maakte ImpreMedia echter bekend dat het concern de New York versie van Hoy van de Tribune Company had gekocht.
Vanaf 3 januari 2010 zal de zondageditie van de krant niet meer uitkomen.